# Schwammgummikugel

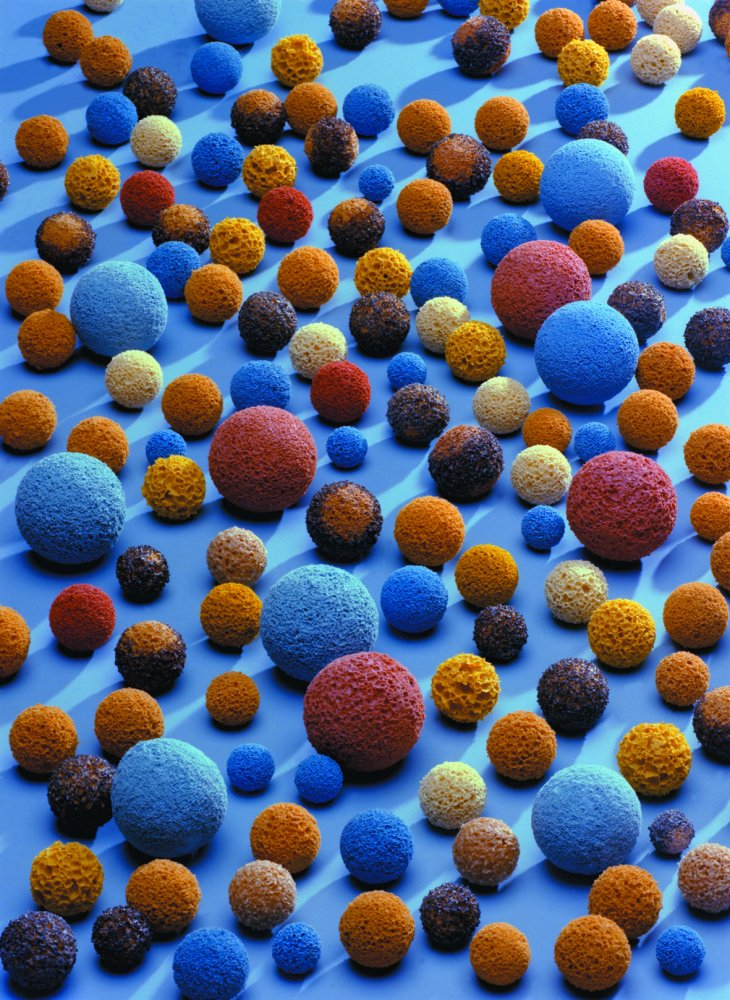
Ein Sortiment typischer Schwammgummikugeln. Für den Reinigungseinsatz werden immer Kugeln gleicher Größe genutzt.

Eine Schwammgummikugel ist eine Reinigungskugel zur Rohrreinigung und zur Beseitigung von Verschmutzungen aus den Rohren von Rohrbündelwärmeübertragern im Allgemeinen und aus den Kühlrohren von Kondensatoren im Besonderen. Sie wird für diesen Zweck je nach Einsatzfall in Mengen von 20 bis hin zu einigen Tausend im Taprogge-Verfahren verwendet. Die Kugeln werden über eine spezielle Kugeleinführung dem Kühlwasserstrom hinzugefügt und vom Kühlwasser durch die zu reinigenden Rohre getrieben und am anderen Ende des Kondensators mittels eines Siebes aus dem Kühlwasser entfernt. Die Kreislaufführung erfolgt mittels einer Kreiselpumpe. Unter normalen Bedingungen können die Kugeln bis zu vier Wochen im Einsatz bleiben, durch Verschleiß verkleinerte Kugeln müssen dagegen ausgetauscht werden.
Schwammgummikugeln werden mit Durchmessern von 10 mm bis 45 mm hergestellt. Sie bestehen aus biologisch abbaubarem Naturkautschuk, der in einem Vulkanisationsprozess verarbeitet wird. Im Zuge der Vulkanisation erhalten die Kugeln ihren Durchmesser und weitere gewünschte Eigenschaften:
- die Beschaffenheit der Oberfläche,
- die Elastizität wirkt sich auf den Anpressdruck im Rohr aus.
- die Dichte bestimmt den Auftrieb.

Entscheidend für die Wirksamkeit der Reinigung sind ein zum zu reinigenden Rohr passender Durchmesser sowie die Oberflächenbeschaffenheit der Kugel. Der Durchmesser der Kugeln ist etwas größer als die Nennweite der Kondensatorberohrung. Durch ihre Elastizität erzeugen sie auf ihrem Weg durch die Kondensatorrohre einen Anpressdruck, der die Rohre zuverlässig reinigt. Der Auftrieb beeinflusst die Verteilung der Kugeln auf die einzelnen Rohre des Rohrbündels innerhalb des Wärmeübertragers. Bei der Herstellung wird meist noch ein Farbstoff zugefügt, der die Eigenschaft der Kugeln kennzeichnet.
Zur Verbesserung der Reinigungswirkung können die Kugeln mit einer Beschichtung versehen werden. Zur Beseitigung besonders harter Beläge verwendet man Korund als Beschichtungswerkstoff. Als weiteres Hilfsmaterial wird Bims verwendet, der Rauigkeiten aus dem Inneren der Rohre durch Polieren beseitigt. Zusätzliche Hilfsstoffe verbessern die Temperaturbeständigkeit der Kugeln, so dass sie beispielsweise in den Wärmeübertragern von Meerwasserentsalzungsanlagen eingesetzt werden können.
Die Bestimmung der Abmessung der Schwammgummikugel sowie ihrer weiteren Eigenschaften hängt von einer Vielzahl von Parametern ab und sollte stets vom herstellenden Unternehmen vorgenommen werden.